# Meister Antifers wunderbare Abenteuer

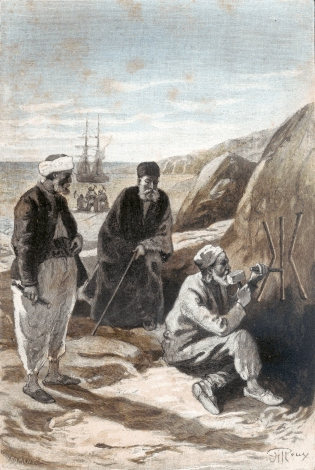
Kamylk Pascha lässt seine Initialen einmeißeln, Kolorierte Originalzeichnung von George Roux

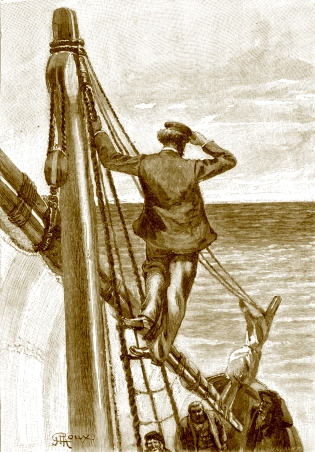
Die gesuchte Schatzinsel ist verschwunden, Originalzeichnung von George Roux

Meister Antifers wunderbare Abenteuer, auch: Meister Antifers Glücks- und Unglücksfahrten (franz. Les mirifiques Aventures de Maître Antifer) ist ein Roman des französischen Autors Jules Verne. Die Originalausgabe erschien 1894 bei Pierre-Jules Hetzel in Paris (Band I am 23. August und Band II am 19. November). Die deutschsprachige Ausgabe erschien 1895 unter dem Titel Meister Antifer’s wunderbare Abenteuer.

## Handlung
1831 ist der Ägypter Kamylk Pascha von Kairo aus auf einem Dreimaster unterwegs, um drei Fässer mit seinem Schatz, der viele Millionen wert ist, auf einer einsamen Insel zu verstecken. Er will sein Vermögen vor seinem habgierigen Vetter Murad und politischen Querelen in Sicherheit bringen. Sie treffen auf eine Insel, die erst vor kurzem aus dem Meer gestiegen scheint. Dort lässt er die drei Fässer mit Gold, Diamanten und anderen Edelsteinen von der Besatzung vergraben und markiert die Stelle mit seinen Initialen KK.
Er vermacht sein Vermögen dem französischen Handelsschiffer Thomas Antifer, der ihm 1799 am Strand von Jaffa das Leben gerettet hat, als er als Kriegsgefangener auf Befehl von Napoleon Bonaparte mit 4.000 anderen Gefangenen erschossen werden sollte. Er schickt an Thomas Antifer einen Brief, der lediglich den Breitengrad einer Positionsangabe enthält. Thomas Antifer stirbt und vererbt den Brief an seinen Sohn Meister Antifer, eigentlich Pierre-Servan-Malo Antifer, Küstenfahrtskapitän aus Saint-Malo. Dieser wartet auf die in dem Brief angekündigte Übermittlung des dazugehörigen Längengrades durch einen Unbekannten.
Seit Jahren wartet Meister Antifer auf Nachricht, er wird von Tag zu Tag unleidlicher, und sein Freund Gildas Tregomain und seine Nichte Enogate und deren Bräutigam Juhel glauben schon nicht mehr daran, dass diese Nachricht jemals kommt. Schließlich bekommt er Besuch von dem Notar Ben Omar aus Ägypten. Dieser ist in Besitz des Längengrades und will von Antifer den Breitengrad genannt bekommen. Dahinter steckt der Sohn Murads, der mit Ben Omar nach Saint-Malo gereist ist. Saouk gibt sich als Nazim, der erste Sekretär von Ben Omar, aus.
Antifer, Tregomain und Juhel brechen schließlich mit einem Dampfschiff nach Port Said auf. Von dort fahren sie mit dem Zug nach Suez. Im Bahnhof von Suez treffen sie wieder auf Ben Omar und Saouk. Mit diesen fahren sie mit dem Schiff durch das Rote Meer weiter in Richtung Bombay. In Maskat gehen sie von Bord. Mit einer Karawane geht es weiter nach Sohar. Mit dem türkischen Zweimaster Bebera geht es zu der Insel, die auf der Position der Koordinaten von Antifer und Ben Omar liegt.
Dort finden sie lediglich ein Metallkästchen, das einen weiteren Brief mit einem weiteren Längengrad enthält. Den Breitengrad sollen sie von dem weiteren Erben, dem maltesischen Bankier Zambuco in Tunis, erfahren. Dieser erpresst Antifer damit, dass dieser nur den Breitengrad erfahre, wenn er vertraglich einwillige, die 47-jährige Schwester von Zambuco zu heiraten. Dieser geht nach Zögern darauf ein. Mit der Postkutsche geht es weiter nach Bône. Da die Eisenbahnstrecke nach Algier noch nicht gebaut ist, fahren sie statt mit der Eisenbahn mit einem Dampfschiff nach Algier. Von dort fahren sie mit einem weiteren Dampfer nach Dakar. Mit dem Küstensegler des Portugiesen Barroso fahren sie weiter. In der Nähe der Insel, auf der die nächste Koordinate liegt, bringen an Bord befindliche Elefanten das Schiff zum Kentern. Auf der Insel finden sie lediglich ein weiteres Metallkästchen, in dem sich ein weiterer Brief befindet. In dem Brief steht ein weiterer Längengrad und der Hinweis, dass der dazugehörende Breitengrad bei Reverend Tyrcomel in Edinburgh zu erfahren sei. Eine Schaluppe nimmt alle auf. Sie reisen über Marseille, Paris, Calais, Dover und London nach Edinburgh. Tyrcomel entpuppt sich als ein Armutsprediger einer Freikirche, der seine Anhänger auffordert, ihr Vermögen im Firth of Forth zu versenken. Er weigert sich ihnen den Breitengrad mitzuteilen. Saouk überfällt den Reverend und entdeckt die Tätowierung mit dem Breitengrad auf dessen Rücken. Über die Abendzeitung erfährt Antifer von der Positionsangabe.
Das nächste Ziel liegt bei Spitzbergen. Mit einem norwegischen Frachter geht es weiter über den Sognefjord, Trondheim, den nördlichen Polarkreis, Tromsø nach Hammerfest. Mit einem Kutter geht es weiter nach Spitzbergen, wo sie lediglich ein weiteres Metallkästchen finden. Die Position der nächsten Insel ergibt sich aus einem Rätsel, das jedoch unlesbar ist.
Sie reisen zurück nach Saint-Malo. Juhel heiratet Enogate und findet durch Zufall mit der Hilfe seiner Frau die Position der letzten Insel heraus. Die Insel liegt im Mittelmeer. Sie reisen nach Sizilien. Von Palermo aus fahren sie mit einer Feluke zu der fraglichen Stelle. Doch dort finden sie nur offenes Meer. Der Kapitän der Feluke klärt sie darüber auf, dass die gesuchte Insel Julia bereits 1831 wieder im Meer versunken sei. Der Schatz liegt also 100 Meter unter dem Meeresspiegel. Antifer wusste das, er wollte lediglich seine Widersacher Ben Omar und Zambuco noch einmal an der Nase herumführen.

## Stil
Wie auch schon in anderen Romanen scheint Jules Verne bei der Namensfindung wieder in den Atlas gesehen zu haben. So ist der Name Antifer offensichtlich dem gleichnamigen Kap d’Antifer und dem Leuchtturm Phare d’Antifer der Kreideküste zwischen Étretat und Le Havre in der Normandie entlehnt. Gleiches passierte auch schon mit Kapitän Hatteras (siehe dazu Abenteuer des Kapitän Hatteras), als Verne den Kapitän nach Kap Hatteras in den USA benannte.
Andere Beispiele sind:
- Colonel Everest (Abenteuer von drei Russen und drei Engländern in Südafrika)
- Prinz Dakkar (Die geheimnisvolle Insel)
- Gil Braltar (in der gleichnamigen Kurzgeschichte)

Die geheimnisvolle Insel im Mittelmeer hat ein reales Vorbild: Die Insel Ferdinandea, etwa 60 km vor der Südwestküste Siziliens gelegen, entstand im Sommer 1831 als Folge eines untermeerischen Vulkanausbruches. Bis zum Ende des gleichen Jahres hatte die Brandung die Insel bereits soweit erodiert, dass sie wieder unter der Wasseroberfläche verschwand.